# فراوانی نسبی گونه

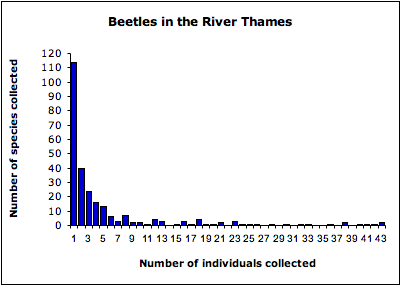
نگاره ۱. فراوانی نسبی گونه‌های سوسک‌های نمونه‌برداری شده از رودخانه تیمز که «منحنی توخالی» جهانی را نشان می‌دهد. (برگرفته از داده‌های ارائه‌شده در Magurran (2004) و گردآوری شده توسط CB Williams (1964))

فراوانی نسبی گونه (به انگلیسی: Relative species abundance)، جزء تنوع زیستی است و معیاری است که نشان می‌دهد یک گونه نسبت به دیگر گونه‌ها در یک مکان یا جامعه تعریف‌شده چقدر رایج یا کمیاب است. فراوانی نسبی درصد ترکیب یک جاندار زنده از نوع خاصی نسبت به تعداد کل جانداران موجود در منطقه است. فراوانی گونه‌های نسبی تمایل به هماهنگی با الگوهای خاصی دارد که جزو شناخته‌شده‌ترین و مطالعه‌شده‌ترین الگوها در کلان‌بوم‌شناسی هستند. جمعیت‌های مختلف در یک جامعه در اندازه نسبی وجود دارند. این ایده به عنوان فراوانی نسبی شناخته می‌شود.